# Municipio de Meoqui
El municipio de Meoqui es uno de los 67 municipios en que se divide el estado mexicano de Chihuahua. Su cabecera es Meoqui.

## Geografía
El municipio de Meoqui está ubicado en la zona central del estado de Chihuahua, tiene una extensión territorial de 370 kilómetros cuadrados, por lo que lo convierte en uno de los más pequeños del estado, sus coordenadas geográficas son 28° 14' - 28° 29' de latitud norte y 105° 18' - 105° 40' de longitud oeste, su altitud fluctúa entre los 1 100 a los 1 500 metros sobre el nivel del mar; sus límites son al norte y al oeste con el municipio de Rosales, al este con el municipio de Julimes, al sureste con el municipio de Saucillo y al sur con el municipio de Delicias.El municipio representa el 0.149% de la extensión total del estado.

### Orografía
Se localiza en la provincia fisiográfica de Sierras y Cuencas que se caracteriza por estar constituida de amplios Valles Planos, Alargados  y Orientados Noroeste-Sureste y separados por Sierras Altas y Angostas paralelas a los Valles y limitados por escarpes de falla. Las Sierras dentro del Municipio varían en altura hasta 300 Metros por encima del Nivel del Valle. Las alturas máximas en Meoqui son Sierra Ojuelos 1,520 Metros y Cerros Salgadeños 1,470 Metros. Su territorio es plano, con una altura media de 1, 200 metros sobre el Nivel del Mar. Tiene extensas llanuras en las márgenes del Río Conchos, sus Serranías más importantes son las de Ojuelos, Palomas y Humboldt.

### Hidrografía
Pertenece a la Vertiente del Golfo. Cuenta con el Ríos San Pedro, afluente del río Conchos,  que son de gran beneficio para la agricultura.

### Clima
Es semiárido, con una temperatura máxima de 43 °C y una mínima de -5 °C. Su temperatura media anual es de 21 °C. En algunos casos el municipio enfrenta temperaturas muy bajas como las registradas el 3 de febrero de 2011, cuando el termómetro llegó a marcar -18 °C. provocando el congelamiento del río San Pedro, fenómeno nunca antes visto, en el contexto actual. Existen dos estaciones meteorológicas, una ubicada en la Cabecera Municipal y otra en Colonia General Lázaro Cárdenas.

## Demografía
Según el Conteo de Población y Vivienda de 2020 realizado por el Instituto Nacional de Estadística y Geografía, la población del municipio de Meoqui es de 44,853 habitantes, de los cuales 22,472 son hombres y 22,381 son mujeres.

### Características y uso del suelo
Sus suelos dominantes son los de textura media y pendientes de nivel o quebrada, sin asociaciones o inclusiones y en su fase salina. El uso del suelo es principalmente agrícola y ganadero. En cuanto a la tenencia de la tierra, está en primer lugar la propiedad privada con 29,362 hectáreas, equivalentes al 58.72% y en segundo término la propiedad ejidal con 10,903 hectáreas que representan el 21.78% distribuidas en tres ejidos; a usos urbanos corresponden 846 hectáreas que significan el 1.69% del suelo total.En las tierras se cultivan: Maíz, Chile, Cebolla, Cacahuate, entre otros.

### Economía
Este municipio basa su economía principalmente en las maquiladoras y empresas que se establecieron en la ciudad ya que la mayoría de la población labora en industrias y maquiladoras. La otra parte de la población labora en el campo como agricultores u obreros.

### Localidades
En el censo de 2020 el municipio de Meoqui contaba con 516 localidades.
| Código INEGI      | Localidad              | Población (2020) |
| ----------------- | ---------------------- | ---------------- |
| 080450001         | Meoqui                 | 23 140           |
| 080450015         | Lázaro Cárdenas        | 9 839            |
| 080450007         | Estación Consuelo      | 2 051            |
| 080450008         | Colonia Felipe Ángeles | 1 446            |
| Otras localidades | Otras localidades      | 8 377            |
| Total municipal   | Total municipal        | 44 853           |

### Religión
Se practican las religiones católica, ortodoxa sirio antioqueña, luterana, episcopaliana, protestante, evangélica, pentecostal, bautista, presbiteriana, anglicana, ejército de salvación, judaísmo, musulmana, Adventista del Séptimo día, Moon, Nazarenos, testigos de Jehová, maronitas,menonita, Asambleas de Dios, uniatas, budista y mormona, siendo la religión católica la que predomina en todo el municipio, dado que cuenta con 28,191 creyentes los cuales representan más del 91% del total de los habitantes mayores de 5 años.

## Política

### División administrativa
El municipio de Meoqui se encuentra dividido en 3 secciones municipales, tiene un total de 1477 localidades.

### Representación legislativa
Para la elección de Diputados locales y federal el municipio se encuentra configurado en:
Local:
- Distrito electoral local 11 de Chihuahua con cabecera en Meoqui.

Federal:
- Distrito electoral federal 5 de Chihuahua con cabecera en Delicias.[8]

### Presidentes municipales
| Presidente                              | Periodo    | Partido |
| --------------------------------------- | ---------- | ------- |
| Leopoldo Jiménez Ch.                    | 1950-1952  |         |
| Socorro Lerma Chamaría                  | 1953-1955  |         |
| Rodolfo Miranda                         | 1956       |         |
| Rodrigo Legarreta                       | 1956-1959  |         |
| Octavio Legarreta                       | 1959-1962  |         |
| Carlos Ramírez F.                       | 1962-1965  |         |
| Francisco Ramírez L.                    | 1965-1968  |         |
| Juan Reyes Mauricio                     | 1968-1971  |         |
| Rodrigo Legarreta                       | 1971-1974  |         |
| Romelia Barrera de Martínez             | 1974-1977  |         |
| Simón Baeza García                      | 1977-1980  |         |
| Mario Aguirre Gómez                     | 1980-1983  |         |
| Sergio Raúl Mata Lazo                   | 1983-1986  |         |
| Jaime Acosta Valenzuela                 | 1986-1989  |         |
| José Armando Navarrete                  | 1989-1992  |         |
| Martín Siller Hermosillo                | 1992-1995  |         |
| Francisco González Carrasco             | 1995-1998  |         |
| José Luis Cisneros Carlos               | 1998- 2001 |         |
| Francisco Gómez Rodríguez               | 2001-2004  |         |
| José Luis Cisneros Carlos               | 2004-2007  |         |
| Blanca Médina (Presidenta interina)     | 2007       |         |
| Jesús Villarreal Macías                 | 2007-2010  |         |
| Jesús Salvador García Esquivel          | 2010-2013  |         |
| Manuel Duarte Olivas                    | 2013-2016  |         |
| Ismael Pérez Pavía                      | 2016-2018  |         |
| José Luis Cisneros Carlos (Interino)    | 2018       |         |
| Ismael Pérez Pavía                      | 2018-2021  |         |
| Aracely Sepulveda (Presidenta interina) | 2021       |         |
| Miriam Soto Ornelas                     | 2021-2024  |         |
| Norelia Hernández (Presidenta interina) | 2024       |         |
| Miriam Soto Ornelas                     | 2024       |         |